# Landesregierung und Stadtsenat Häupl V
Als Landesregierung und Stadtsenat Häupl V wird der am 25. November 2010 vom Wiener Gemeinderat gewählte Stadtsenat, der zugleich Landesregierung ist, bezeichnet. Er amtierte bis 24. November 2015 und wurde an diesem Tag von Landesregierung und Stadtsenat Häupl VI abgelöst.
Auf Grund der Gemeinderatswahl vom 10. Oktober 2010 konstituierte sich der Gemeinderat neu und wählte Michael Häupl mit 65 Stimmen neuerlich zum Bürgermeister und Landeshauptmann. Der Gemeinderat beschloss weiters einstimmig, dass der Stadtsenat unter Vorsitz des Bürgermeisters aus zwölf Stadträten zu bestehen hat.
Die Stadträte wurden hierauf mit unterschiedlichen Mehrheiten gewählt: Die meisten Stimmen, 73, erhielt Michael Ludwig (SPÖ), die wenigsten, 38, Eduard Schock (FPÖ). Die neue – erstmals grüne – Vizebürgermeisterin Maria Vassilakou erhielt 58 Stimmen.
Der Gemeinderat beschloss auch die mit 25. November 2010 wirksame neue Geschäftseinteilung (acht jeweils von einem amtsführenden Stadtrat geleitete Geschäftsgruppen und die zu ihnen gehörigen Magistratsabteilungen).
Am 11. Oktober 2015 fand die Landtags- und Gemeinderatswahl in Wien 2015 statt, wodurch sich für Landesregierung und Stadtsenat Häupl VI Änderungen ergaben.

## Mitglieder von Stadtsenat und Landesregierung
| Amt                                                                          | Name                    | Partei | Geschäftsgruppe                                                                   |
| ---------------------------------------------------------------------------- | ----------------------- | ------ | --------------------------------------------------------------------------------- |
| Landeshauptmann Bürgermeister                                                | Michael Häupl           | SPÖ    |                                                                                   |
| Landeshauptmann-Stellvertreterin Vizebürgermeisterin Amtsführende Stadträtin | Renate Brauner          | SPÖ    | Finanzen, Wirtschaftspolitik und Wiener Stadtwerke                                |
| Landeshauptmann-Stellvertreterin Vizebürgermeisterin Amtsführende Stadträtin | Maria Vassilakou        | Grüne  | Stadtentwicklung, Verkehr, Klimaschutz, Energieplanung und BürgerInnenbeteiligung |
| Amtsführender Stadtrat                                                       | Michael Ludwig          | SPÖ    | Wohnen, Wohnbau und Stadterneuerung                                               |
| Amtsführende Stadträtin                                                      | Sandra Frauenberger     | SPÖ    | Integration, Frauenfragen, KonsumentInnenschutz und Personal                      |
| Amtsführender Stadtrat                                                       | Christian Oxonitsch     | SPÖ    | Bildung, Jugend, Information und Sport                                            |
| Amtsführender Stadtrat                                                       | Andreas Mailath-Pokorny | SPÖ    | Kultur und Wissenschaft                                                           |
| Amtsführende Stadträtin                                                      | Ulli Sima               | SPÖ    | Umwelt                                                                            |
| Amtsführende Stadträtin                                                      | Sonja Wehsely           | SPÖ    | Gesundheit und Soziales                                                           |
| Stadtrat                                                                     | Manfred Juraczka        | ÖVP    | ohne Ressort                                                                      |
| Stadtrat                                                                     | Eduard Schock           | FPÖ    | ohne Ressort                                                                      |
| Stadträtin                                                                   | Veronika Matiasek       | FPÖ    | ohne Ressort                                                                      |
| Stadtrat                                                                     | David Lasar             | FPÖ    | ohne Ressort                                                                      |